# Oud bruin

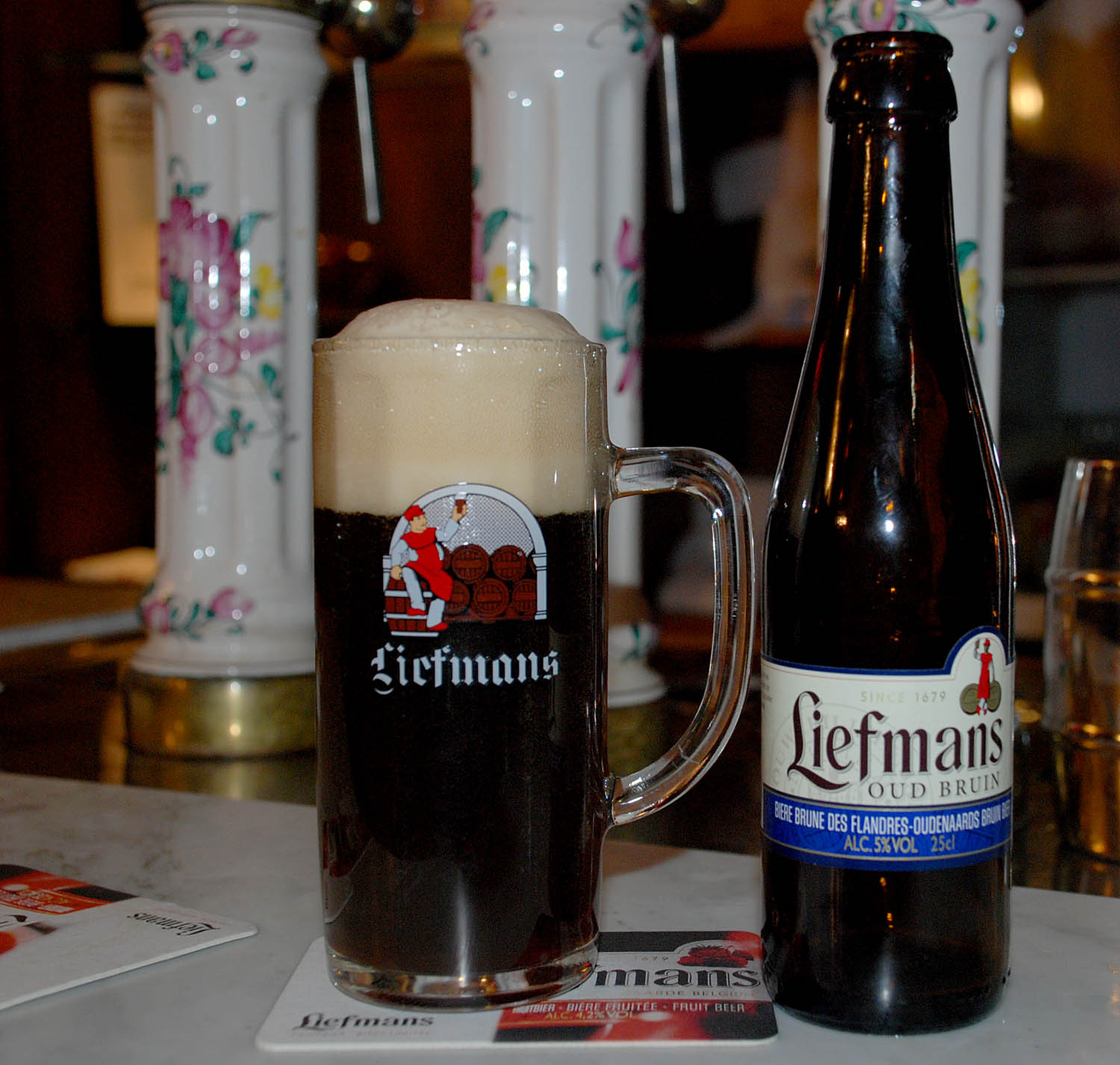
Un esempio di birra Oud bruin

Una Oud Bruin (letteralmente "vecchia bruna" in fiammingo) è un tipo di birra originario della regione fiamminga del Belgio. Il nome olandese si riferisce al lungo processo di invecchiamento, che dura fino a un anno.
Queste birre subiscono una fermentazione secondaria, che può richiedere tra un paio di settimane ed un mese, ed è seguita da un invecchiamento in bottiglia per diversi mesi.
L'invecchiamento prolungato consente al lievito e ai batteri residui di sviluppare un sapore aspro caratteristico di questo tipo di birra. Di solito vengono utilizzati lievito e batteri coltivati.
La percentuale di alcol può variare dal 4 all'8%.

## Storia
Queste birre venivano tenute come le cosiddette birre di provvigione, per essere invecchiate e consentire lo sviluppo del sapore. Il birrificio Liefmans ha creato questa tipologia di birre già dal XVII secolo.
I prodotti storici tendevano ad essere più aspri rispetto ai moderni prodotti commerciali.

## Caratteristiche
Questo tipo di birra è di medio corpo, di colorazione bruno-rossastra, e ha un delicato sapore di malto, restando priva del sapore amarognolo da luppolo. Le versioni commerciali possono mescolare birra invecchiata con birra più giovane e dolce per temperarne l'acidità e consentire un'ulteriore fermentazione .

## Esempi di Oud bruin
- New Glarus Oud Bruin
- Ichtegem's Oud Bruin
- Liefmans Goudenband
- Petrus Oud Bruin
- Hertog Jan Oud Bruin
- Brouwers Verzet Oud Bruin
- Deschutes The Dissident
- New Belgium La Folie
- Odell The Meddler
- Yazoo Zure Bruine
- Woodfour Quercus Reserve: Bruin
- Strange Fellows Brewing Reynard Oud Bruin